# Kamin-Kashyrski
Kamin-Kashyrski (ucraniano: Ка́мінь-Каши́рський) es una ciudad de Ucrania, capital del raión homónimo en la óblast de Volinia.
En 2017, la ciudad tenía una población de 12 505 habitantes. Desde 2020 es sede de un municipio con una población total de más de cincuenta mil habitantes y que incluye 54 pueblos como pedanías.
Se ubica unos 50 km al noreste de Kóvel, sobre la carretera T0311 que lleva a Liubeshiv.

## Historia
Se conoce la existencia del pueblo de Kamin desde el siglo XIII, cuando el área pertenecía al Gran Ducado de Lituania. Desde 1392, el Acuerdo de Ostrów estableció que Kamin pasase a formar parte del principado de Koshersk, ciudad medieval actualmente dividida entre los pueblos de Stari Koshari y Novi Koshari en el municipio de Liúblinets. En 1430, Kamin adoptó el Derecho de Magdeburgo. En 1433, el principado pasó a ser una propiedad de la casa noble lituana Sangushki, que formó aquí una rama de la familia llamada "Sangushki-Kashyrski". El último príncipe de esta familia fue Adam Aleksander Sanguszko, que gobernó en la primera mitad del siglo XVII y fundó aquí un monasterio de la Orden de Predicadores. Tras su fallecimiento sin descendientes en 1653, el principado de Koshersk pasó a manos de la familia noble Krasytsky, que trasladó la capital del territorio a Kamin-Kashyrski.
El principado quedó extinguido tras la partición de 1793 y la de 1795, en las que el área se integró en el Imperio ruso, que clasificó a Kamin-Kashyrski como capital de un vólost en el uyezd de Kóvel de la gobernación de Volinia. En respuesta al Levantamiento de Noviembre, en 1832 se cerró el monasterio dominico, que pasó a ser una iglesia parroquial. En 1921 se integró en la Segunda República Polaca, que estableció aquí la sede de un powiat del voivodato de Polesia, gobernándose la localidad desde 1927 como una gmina urbana. En 1939 pasó a formar parte de la RSS de Ucrania.